# Dufur
Dufur az Amerikai Egyesült Államok északnyugati részén, Oregon állam Wasco megyéjében elhelyezkedő város. A 2020. évi népszámlálási adatok alapján 632 lakosa van.

## Története
Névadói Andrew Dufur és fivére, Enoch Burnham Dufur, akik 1859-ben a település mai területén hatszáz hektáron állatokat tartottak. Dufur 1893. február 10-én kapott városi rangot.
2018-ban három erdőtűzben több mint negyvenezer hektárnyi terület rongálódott meg; ezek miatt Dufur több részét is evakuálni kellett.

## Éghajlat
A város éghajlata mediterrán (a Köppen-skála szerint Csb).
| Hónap                                   | Jan.  | Feb.  | Már.  | Ápr. | Máj.  | Jún. | Júl. | Aug. | Szep. | Okt.  | Nov.  | Dec.  | Év    |
| --------------------------------------- | ----- | ----- | ----- | ---- | ----- | ---- | ---- | ---- | ----- | ----- | ----- | ----- | ----- |
| Rekord max. hőmérséklet (°C)            | 21,0  | 23,0  | 37,0  | 32,0 | 39,0  | 41,0 | 43,0 | 43,0 | 39,0  | 33,0  | 24,0  | 19,0  | 43,0  |
| Átlagos max. hőmérséklet (°C)           | 4,2   | 8,0   | 12,4  | 16,7 | 21,3  | 25,2 | 29,9 | 29,0 | 25,0  | 17,7  | 9,2   | 4,7   | 17,0  |
| Átlagos min. hőmérséklet (°C)           | −4,6  | −2,7  | −0,6  | 1,3  | 4,2   | 7,1  | 9,3  | 9,1  | 6,3   | 2,4   | −1,0  | −3,4  | 2,3   |
| Rekord min. hőmérséklet (°C)            | −32,0 | −33,0 | −15,0 | −9,0 | −12,0 | −5,0 | −1,0 | 0,0  | −8,0  | −13,0 | −24,0 | −32,0 | −33,0 |
| Átl. csapadékmennyiség (mm)             | 51    | 36    | 28    | 21   | 22    | 17   | 6    | 7    | 15    | 23    | 46    | 53    | 325   |
| Forrás: Western Regional Climate Center |       |       |       |      |       |      |      |      |       |       |       |       |       |

## Népesség
A település népességének változása:

| 2010 | 604 |
| 2020 | 632 |

## Kultúra
Az augusztus második hétvégéjén tartott szüreti mulatságon ló vontatta és gőzhajtású mezőgazdasági eszközöket is kiállítanak.

## Nevezetes személy
- Shemia Fagan, politikus, Oregon államminisztere[10]

## Fordítás
- Ez a szócikk részben vagy egészben  a   Dufur, Oregon című angol Wikipédia-szócikk ezen változatának fordításán alapul.  Az eredeti cikk szerkesztőit annak laptörténete sorolja fel. Ez a jelzés csupán a megfogalmazás eredetét és a szerzői jogokat jelzi, nem szolgál a cikkben szereplő információk forrásmegjelöléseként.